# أحمد نورس السواح
أحمد نورس السواح أو أحمد نورس سواح (1910 م- 1992 م) هو كاتب ومعلم، وصحفي، وصاحب ومدير ورئيس تحرير جريدة الفجر السورية، وكان المنفذ العام لمنفذية حمص في الحزب السوري القومي الاجتماعي. ووالد الباحث السوري فراس السواح.

## نشأته وسيرته
كان أحمد السواح من أسرة حموية، وكان والده شيخاً أزهرياً درس علوم الدين في الجامع الأزهر، بعد حصوله على الشهادة الثانوية انتسب إلى كلية الحقوق بالجامعة السورية، عمل في التدريس في حمص حيث استقر وتزوج من سيدة حمصية، ثم عمل في الصحافة كرئيس تحرير لجريدة السور الجديد لصاحبها فيضي الأتاسي، وبعد ذلك أسس جريدة سياسية يومية باسم «الرأي العام» سنة 1948، لكنها توقفت عن الصدور بعد انقلاب حسني الزعيم لعدة أشهر، ثم عادت تحت اسم «الفجر» وتابعت صدورها حتى عهد الوحدة مع مصر وثم أوقفها عبد الناصر عن الصدور، وعقب الانفصال عن الوحدة عادت إلى الصدور حتى انقلاب حزب البعث وحينها توقفت نهائياً مع بقية الصحف السورية.
في أوساط الخمسينيات أسس مع السياسي الحمصي هاني السباعي حزباً جديداً تحت اسم «الكتلة الاشتراكية» وقد لعب دوراً في الحياة السياسية للمدينة.
وقد انتسب إلى الحزب السوري القومي الاجتماعي خلال الأربعينيات وعين من قبل أنطون سعادة منفذاً عاماً للحزب في مدينة حمص.

## أولاده
لدى أحمد السواح عدة أبناء، من الأولاد فراس وسحبان وبشار ووائل، وله ابنة متزوجة.